# Atractus clarki
Atractus clarki là một loài rắn trong họ Colubridae. Loài này được Dunn & Bailey mô tả khoa học đầu tiên năm 1939.